# Панков, Жак
Жак Исаак Панков (англ. Jacques Isaac Pankove — Джек А́йзек Па́нков, при рождении — Яков-Исаак Евсеевич Панчешников, англ. Jacques Isaac Pantchechnikoff; 23 ноября 1922, Чернигов — 12 июля 2016, Принстон) — американский инженер, физик и изобретатель, пионер создания ранних транзисторов и светодиодов.

## Биография
Родился в Чернигове в ремесленной еврейской семье. Через шесть месяцев после его рождения родители (Евсей Панчешников, 1895—1981, и Мирьям Симкина, 1899—1988) покинули СССР и после годичного пребывания в Константинополе поселились в Марселе. Его отец, Евсей Панчешников, будучи кузнецом по профессии, во Франции стал предпринимателем и изобретателем и в конце концов владельцем двух сталелитейных предприятий. После немецкой оккупации Франции и угрозы депортации еврейского населения семья была вынуждена бежать из страны и в 1942 году прибыла в Окленд (Калифорния), где жили два брата отца. Здесь отец продолжил изобретательскую деятельность.
В США Панков учился на инженера-электрика в Калифорнийском университете в Беркли: диплом бакалавра получил в 1944 году, а магистра в 1948 году. В промежутке между получением двух степеней он служил в войсках связи на Филиппинах. В 1949 году он поступил на работу в лаборатории компании RCA, где состоял сначала техническим работником, а с 1970 по 1985 год — членом совета RCA (RCA fellow). В середине 1950-х годов, на стипендию основателя компании Дэвида Сарнова, Панков поступил в докторантуру Парижского университета, где в 1960 году защитил диссертацию, посвящённую испусканию инфракрасного излучения с поверхности германия.
Панков был приглашённым лектором в Беркли в 1968—1969 году, приглашённым профессором в Университете Кампинас (Бразилия) в 1975 году и в Университете Миссури в 1984 году. С 1985 по 1993 год он занимал профессорскую должность (Hudson Moore Jr Endowed Chair) в Колорадском университете в Боулдере и одновременно был сотрудником Национальной лаборатории по изучению возобновляемой энергии. Позже, будучи уже почётным профессором, Панков основал компанию по использованию солнечной энергии Astralux Power Systems.
Жена — психолог Этель Вассерман (род. 1927), автор научных трудов в области педагогической психологии. Сыновья — Мартин (юрист) и Саймон (инженер).

## Научная деятельность
Основные научные труды Панкова посвящены физике полупроводников. Им был разработан прототип первого коммерческого транзистора, первый светодиод на арсениде галлия в ИК-диапазоне и первый инжекционный лазер на фосфиде арсенида галлия в видимом диапазоне. Он внёс значительный вклад в раннее развитие светодиодной техники, в частности в 1971 году им был получен первый синий светодиод на нитриде галлия. В 1970-е годы Панков изучил основные свойства этого семейства полупроводников, что впоследствии привело к множеству приложений и разработке ряда устройств.
С середины 1970-х годов учёный активно исследовал свойства кристаллического и аморфного кремния, в частности изучил влияние водорода на характеристики этих материалов и установил, что водород подавляет проводимость p-типа в кристаллическом кремнии. Впоследствии было показано, что аналогичный эффект затрудняет проводимость p-типа в нитриде галлия; решение этой проблемы привело к созданию Сюдзи Накамурой первого эффективного голубого светодиода.
Автор более 90 американских патентов, монографий «Study of an Electronic Morse Code Translator» (под именем Jacques Isaac Pantchechnikoff, 1948) и «Optical Processes in Semiconductors» (1971, ряд переизданий).

## Награды
- Премия Эберса (J J Ebers Award, 1975)
- Премия Ранка (1998)
- Награда выдающемуся выпускнику Университета Калифорнии в Беркли (2000)

## Основные публикации
- Pankove J.I. Tunneling-Assisted Photon Emission in Gallium Arsenide pn Junctions // Physical Review Letters. — 1962. — Vol. 9, № 7. — P. 283—285. — doi:10.1103/PhysRevLett.9.283.
- Pankove J.I. Absorption Edge of Impure Gallium Arsenide // Physical Review. — 1965. — Vol. 140, № 6A. — P. A2059—A2065. — doi:10.1103/PhysRev.140.A2059.
- Pankove J.I., Miller E.A., Richman D., Berkeyheiser J.E. Electroluminescence in GaN // Journal of Luminescence. — 1971. — Vol. 4, № 1. — P. 63—66. — doi:10.1016/0022-2313(71)90009-3.
- Pankove J.I., Miller E.A., Berkeyheiser J.E. GaN blue light-emitting diodes // Journal of Luminescence. — 1972. — Vol. 5, № 1. — P. 84—86. — doi:10.1016/0022-2313(72)90038-5.
- Pankove J.I. Luminescence in GaN // Journal of Luminescence. — 1973. — Vol. 7. — P. 114—126. — doi:10.1016/0022-2313(73)90062-8.
- Yim W.M., Stofko E.J., Zanzucchi P.J., Pankove J.I., Ettenberg M., Gilbert S.L. Epitaxially grown AlN and its optical band gap // Journal of Applied Physics. — 1973. — Vol. 44, № 1. — P. 292—296. — doi:10.1063/1.1661876.
- Pankove J.I., Schade H. Photoemission from GaN // Applied Physics Letters. — 1974. — Vol. 25, № 1. — P. 53—55. — doi:10.1063/1.1655276.
- Pankove J.I., Hutchby J.A. Photoluminescence of ion‐implanted GaN // Journal of Applied Physics. — 1976. — Vol. 47, № 12. — P. 5387—5390. — doi:10.1063/1.322566.
- Pankove J.I., Lampert M.A., Tarng M.L. Hydrogenation and dehydrogenation of amorphous and crystalline silicon // Applied Physics Letters. — 1978. — Vol. 32, № 7. — P. 439—441. — doi:10.1063/1.90078.
- Pankove J.I., Carlson D.E., Berkeyheiser J.E., Wance R.O. Neutralization of Shallow Acceptor Levels in Silicon by Atomic Hydrogen // Physical Review Letters. — 1983. — Vol. 51, № 24. — P. 2224—2225. — doi:10.1103/PhysRevLett.51.2224.
- Pankove J.I., Wance R.O., Berkeyheiser J.E. Neutralization of acceptors in silicon by atomic hydrogen // Applied Physics Letters. — 1984. — Vol. 45, № 10. — P. 1100—1102. — doi:10.1063/1.95030.
- Pankove J.I., Zanzucchi P.J., Magee C.W., Lucovsky G. Hydrogen localization near boron in silicon // Applied Physics Letters. — 1985. — Vol. 46, № 4. — P. 421—423. — doi:10.1063/1.95599.
- Qiu C.H., Pankove J.I. Deep levels and persistent photoconductivity in GaN thin films // Applied Physics Letters. — 1997. — Vol. 70, № 15. — P. 1983—1985. — doi:10.1063/1.118799.